# Expanzívní druh
Expanzivní druh je druh, který je v dané oblasti původní, ale jeho areál se vzhledem k jeho silné konkurenční schopnosti v poslední době zřetelně rozšiřuje. Rozlišujeme expanzi závisející na změnách podnebí (např. posun hranice výskytu na sever či do vyšších nadmořských výšek v důsledku teplejšího klimatu) či expanzi, která vede k obsazování druhu dosud prostých stanovišť (leckdy zpřičiněním člověka, kvůli ruderalizaci či okyselení prostředí, odlesnění apod.). Druhý typ expanze může být vysoce nežádoucí, neboť může ohrožovat vzácné biotopy – modelovým příkladem je expanze třtiny křovištní (Calamagrostis epigeios) v Česku.